# Yusuf Ziya Öniş Stadyumu
Das Yusuf Ziya Öniş Stadyumu (deutsch Yusuf-Ziya-Öniş-Stadion) ist ein Fußballstadion im europäischen Teil der türkischen Metropole Istanbul. Es ist die Heimspielstätte des Fußballvereins Sarıyer SK. In der Vergangenheit trug u. a. die U19-Fußballmannschaft von Beşiktaş Istanbul ihre Spiele der UEFA Youth League im Yusuf Ziya Öniş Stadyumu aus. 2017 war das Stadion Spielort des Finals der Türkischen American-Football-Liga TKFL.
Das Stadion wurde 1987 errichtet und hat aktuell eine Kapazität von 4100 Zuschauern. Für den Sommer 2022 ist eine weitere Renovierung geplant, in deren Rahmen die Zuschauerkapazität auf über 9000 erhöht werden soll.
Das Stadion ist nach Yusuf Ziya Öniş benannt, einem Pionier des türkischen Fußballs und der erste Präsident des nationalen Fußballverbandes TFF (1922–1926).